# 전승우
전승우(1974년 7월 23일 ~ )는 대한민국의 싱어송라이터, 드럼 연주자, 음반 프로듀서이다.

## 생애
1995년 프로젝트 록 음악 밴드 "컬트(Cult)"의 드러머로 데뷔하였고 이듬해 1996년 솔로 가수 데뷔하였으며 1년 후 1997년 록 밴드 "컬트" 활동을 2집 음반으로 끝마쳤고 이후 작곡가 이현정과 결혼하였으며 2004년에는 R&B 보컬 음악 그룹 "XO"의 보컬리스트로 활동한 바 있고 이후 다시 솔로 가수, 작사가 겸 작곡가와 음반 프로듀서로 꾸준히 활동하고 있다.
SES의 'just a feeling' 작사
빅뱅 '눈물뿐인 바보' 작곡
아이유 '혼자 있는 방' 작곡
휘성 '전할 수 없는 이야기' 작곡
플라이투더스카이 '습관' 작사

## 학력
- 서울압구정초등학교 (졸업)
- 압구정중학교 (졸업)
- 압구정고등학교 (졸업)
- 총신대학교 영어영문학과 (학사)